# Водемон
Водемо́н (фр. Vaudémont) — коммуна во французском департаменте Мёрт и Мозель, региона Лотарингия. Относится к кантону Везелиз.

## География

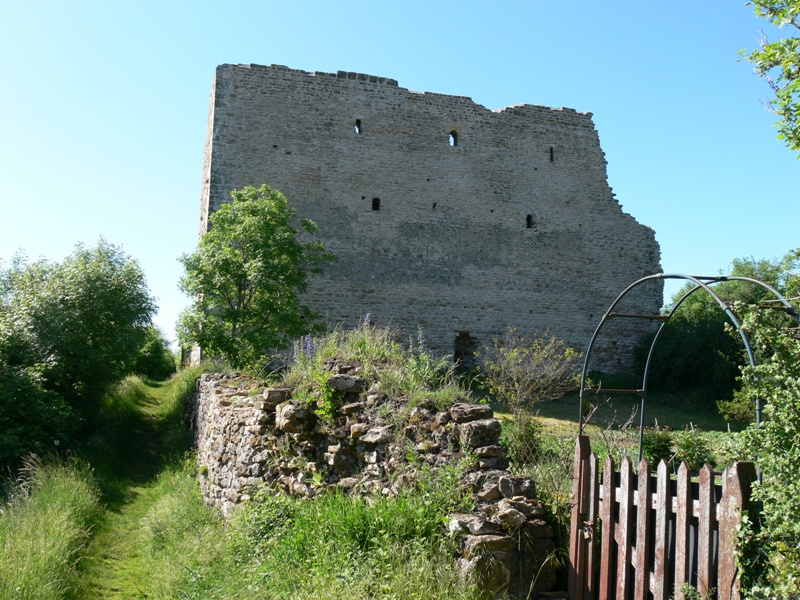
Руины крепости Водемон. Восточный торец «башни Брюноль».

Водемон расположен в 33 км к югу от Нанси в исторической области Сентуа. Соседние коммуны: Шауйе на севере, Саксон-Сион на северо-востоке, Те-су-Водемон на юге, Доммари-Эльмон на северо-западе.
Деревня Водемон расположена на скалистом холме, называемом сигнал Водемон (высота над уровнем моря 480 м) с видом на обширную равнину к югу от Нанси. С другой стороны этих скалистых выходов находится холм Сион. Между Водемоном и Сионом расположен Саксон-Сион и памятник Морису Барре.

## История
Водемон появился во времена Римской империи. Название поселения происходит от имени германского бога Вотана (нем. Wotan). Это одно из самых известных исторических мест Лотарингии. В конце XI века, первый граф де Водемон, Жерар I (1057—1108), соорудил здесь башню, которая позже стала называться «башня Брюноль». Её руины видны и сегодня. Крепость была возведена на скалистых обнажениях высокого холма. Водемон был защищён стенами и башнями, пока крепость не была уничтожена французскими войсками по приказу Ришельё в XVII веке, когда Франция оккупировала Лотарингию. 
До сих пор в Водемоне остались многочисленные руины старинной крепости. Кроме того, большинство домов, построенных в XVII—XVIII веках, сооружались из останков крепостных стен.

## Демография
Население коммуны на 2010 год составляло 80 человек.
| 1962 | 1968 | 1975 | 1982 | 1990 | 1999 | 2010 |
| ---- | ---- | ---- | ---- | ---- | ---- | ---- |
| 113  | 95   | 71   | 67   | 53   | 63   | 80   |